# Бочкарёв, Михаил Павлович
Михаил Павлович Бочкарёв (3 декабря 1918, с. Кожевенное, Алатырский уезд, Симбирская губерния, РСФСР — 25 февраля 2017, Севастополь, Крым) — советский военно-морской деятель, контр-адмирал, заместитель командующего Черноморским флотом по тылу, участник Великой Отечественной войны.

## Биография
Отец, Павел Григорьевич Бочкарёв, погиб на Восточном фронте в боях Гражданcкой войны в 1918. Мать, Прасковья Ивановна, осталась одна с тремя детьми (две дочери и сын). Михаил рано начал работать, чтобы помочь семье.
После окончания 4-х классов начальной школы поступил в школу колхозной молодёжи. После окончания школы поступил на физико-математический факультет Казанского государственного университета имени В. И. Ленина, однако уже в 1939 приехал в Ленинград и поступил на второй курс Высшего военно-морского училища имени М. В. Фрунзе.
Во время Великой Отечественной войны воевал в морской стрелковой бригаде при обороне Москвы, где был ранен, а с 1943 года — на катерах «малый охотник», участвовал в обороне Москвы и Заполярья, Петсамо-Киркенесской наступательной операции и других.
В 1947 году был назначен командиром дивизиона. В 1949 переведён на Северный флот. В 1957 окончил с отличием Военно-морскую академию имени К. Е. Ворошилова. С 1959 года начал служить на Черноморском флоте, командовал бригадами надводных кораблей, занимался испытаниями нового оружия. В марте 1971 был назначен начальником тыла Черноморского флота. Уволен в отставку в 1979 году. Был членом военно-научного общества Черноморского флота.
В 2012 году получил российское гражданство, жил в Севастополе.
Похоронен в Севастополе на городском кладбище 5-й км («Кальфа») Балаклавского шоссе.

## Награды и звания
- Орден Красного Знамени (1944)[3]
- Орден Трудового Красного Знамени
- два ордена Отечественной войны I степени (1944, 1985)[4][5]
- Орден Отечественной войны II степени (1945)[6]
- два ордена Красной Звезды
- Орден Богдана Хмельницкого (Украина) II степени
- Орден Богдана Хмельницкого (Украина) III степени
- 41 медаль, в том числе:

Медаль «За боевые заслуги»
Медаль «За оборону Москвы»
Медаль «За оборону Советского Заполярья»
Медаль «За победу над Германией в Великой Отечественной войне 1941—1945 гг.»
Медаль «За воинскую доблесть. В ознаменование 100-летия со дня рождения Владимира Ильича Ленина»
- Знак отличия Автономной Республики Крым «За верность долгу» (2009)[7]

## Память
- В Севастополе на доме № 3 по улице Мокроусова, где располагается Штаб тыла Черноморского флота, размещена мемориальная доска контр-адмиралу Михаилу Бочкарёву[8].